# Ellen Chapman
Ellen Chapman fue una sufragista y política local inglesa, y la primera concejal de Worthing

## Carrera
Fue la primera mujer en postularse para las elecciones al Consejo del Municipio de Worthing, y en 1910 se convirtió en la primera concejal y una de las primeras concejales en Inglaterra. En 1920, se convirtió en la primera alcaldesa de Worthing, y la primera en Sussex. Fue una gran benefactora de los pobres en Worthing y vivió en Ardsheal Road, Broadwater.
Había sido seleccionada para ser alcalde en 1914, pero la elección fue vetada en el último minuto porque, para citar a un miembro del comité de selección de alcaldes compuesto por hombres, "no sería aconsejable tener una alcaldesa mientras el país se encuentre en un estado de guerra".
Fue miembro de la Unión Nacional de Sociedades de Sufragio Femenino y fundadora y presidenta de la Sociedad de Franquicias de Mujeres de Worthing, una rama del NUWSS, en 1913. También fue miembro de la Asociación de Franquicias de Mujeres Conservadoras y Unionistas y de la Sociedad Católica de Sufragio de Mujeres. Fue en gran parte responsable de la Sociedad de Franquicias de Mujeres de Worthing, tomando un papel de liderazgo en la campaña de Sussex en el 'Votos por las Mujeres'. También dirigió varias diputaciones para reunirse con ministros del Gobierno y se reunió con miembros del establecimiento local, incluida la Unión Social y Política de las Mujeres y el incipiente Partido Laborista local para presionar y persuadir a las personas sobre los méritos del sufragio y la no violencia de las mujeres.
Chapman fue elegida para el Consejo del Condado de West Sussex en 1919 y fue la primera en hacerlo, con Evelyn Gladys Cecil de Bognor Regis. También fue elegida sin oposición para el barrio de Broadwater. 